# Eerste divisie 1992/93 (nacompetitie)/Wedstrijden
Het Nederlandse Eerste divisie voetbal uit het seizoen 1992/93 kende aan het einde van de reguliere competitie een nacompetitie. Alleen de kampioen van de Eerste divisie promoveerde rechtstreeks naar de Eredivisie. De opzet van deze nacompetitie was in deze editie gewijzigd. Behalve de vier periodekampioenen namen nu ook de nummers 16 en 17 van de eredivisie deel, waardoor de regeling meer het karakter kreeg van een promotie-/degradatiecompetitie. De zes clubs werden verdeeld over twee poules, beide poulewinnaars veroverden een plaats in de Eredivisie.
Winnaars van deze eenentwintigste editie werden sc Heerenveen en NAC.

## Speelronde 1

### Groep A
|                   |                                                   |       |                   |                                                                                                 |
| 27 mei 1993 19:30 | sc Heerenveen                                     | 3 – 1 | NEC               | Stadion: Abe Lenstra Stadion, Heerenveen Toeschouwers: 10.700 Scheidsrechter: John Blankenstein |
| 27 mei 1993 19:30 | Gerrie Schaap 13' Erik Tammer 58' Erik Regtop 87' |       | 89' Ulrich Cruden | Stadion: Abe Lenstra Stadion, Heerenveen Toeschouwers: 10.700 Scheidsrechter: John Blankenstein |
| 27 mei 1993 19:30 |                                                   |       |                   | Stadion: Abe Lenstra Stadion, Heerenveen Toeschouwers: 10.700 Scheidsrechter: John Blankenstein |
| 27 mei 1993 19:30 |                                                   |       |                   | Stadion: Abe Lenstra Stadion, Heerenveen Toeschouwers: 10.700 Scheidsrechter: John Blankenstein |
|                   |                                                   |       |                   |                                                                                                 |

### Groep B
|                   |               |                                                                                 |     |                                                                                 |
| 31 mei 1993 14:30 | De Graafschap | 0 – 4                                                                           | NAC | Stadion: De Vijverberg, Doetinchem Toeschouwers: 5.500 Scheidsrechter: Dick Jol |
| 31 mei 1993 14:30 |               | 13' Ruud Brood 29' (pen.) Pierre van Hooijdonk 77' Ton Lokhoff 88' John Lammers |     | Stadion: De Vijverberg, Doetinchem Toeschouwers: 5.500 Scheidsrechter: Dick Jol |
| 31 mei 1993 14:30 |               |                                                                                 |     | Stadion: De Vijverberg, Doetinchem Toeschouwers: 5.500 Scheidsrechter: Dick Jol |
| 31 mei 1993 14:30 |               |                                                                                 |     | Stadion: De Vijverberg, Doetinchem Toeschouwers: 5.500 Scheidsrechter: Dick Jol |
|                   |               |                                                                                 |     |                                                                                 |

## Speelronde 2

### Groep A
|                   |                                    |       |               |                                                                                      |
| 4 juni 1993 20:00 | Fortuna Sittard                    | 2 – 0 | sc Heerenveen | Stadion: De Baandert, Sittard Toeschouwers: 3.300 Scheidsrechter: Mario van der Ende |
| 4 juni 1993 20:00 | Paul Janssen 46' József Szalma 73' |       |               | Stadion: De Baandert, Sittard Toeschouwers: 3.300 Scheidsrechter: Mario van der Ende |
| 4 juni 1993 20:00 |                                    |       |               | Stadion: De Baandert, Sittard Toeschouwers: 3.300 Scheidsrechter: Mario van der Ende |
| 4 juni 1993 20:00 |                                    |       |               | Stadion: De Baandert, Sittard Toeschouwers: 3.300 Scheidsrechter: Mario van der Ende |
|                   |                                    |       |               |                                                                                      |

### Groep B
|                   |                                |       |              |                                                                                   |
| 3 juni 1993 19:30 | NAC                            | 2 – 0 | FC Den Bosch | Stadion: NAC-stadion, Breda Toeschouwers: 9.812 Scheidsrechter: John Blankenstein |
| 3 juni 1993 19:30 | Marco Sas 59' John Lammers 74' |       |              | Stadion: NAC-stadion, Breda Toeschouwers: 9.812 Scheidsrechter: John Blankenstein |
| 3 juni 1993 19:30 |                                |       |              | Stadion: NAC-stadion, Breda Toeschouwers: 9.812 Scheidsrechter: John Blankenstein |
| 3 juni 1993 19:30 |                                |       |              | Stadion: NAC-stadion, Breda Toeschouwers: 9.812 Scheidsrechter: John Blankenstein |
|                   |                                |       |              |                                                                                   |

## Speelronde 3

### Groep A
|                   |                                     |       |                                |                                                                                 |
| 7 juni 1993 19:30 | NEC                                 | 2 – 1 | Fortuna Sittard                | Stadion: De Goffert, Nijmegen Toeschouwers: 3.000 Scheidsrechter: Hans Reygwart |
| 7 juni 1993 19:30 | Ulrich Cruden 4' Dick Eijlander 90' |       | 41' (e.d.) Cees van der Linden | Stadion: De Goffert, Nijmegen Toeschouwers: 3.000 Scheidsrechter: Hans Reygwart |
| 7 juni 1993 19:30 |                                     |       |                                | Stadion: De Goffert, Nijmegen Toeschouwers: 3.000 Scheidsrechter: Hans Reygwart |
| 7 juni 1993 19:30 |                                     |       |                                | Stadion: De Goffert, Nijmegen Toeschouwers: 3.000 Scheidsrechter: Hans Reygwart |
|                   |                                     |       |                                |                                                                                 |

### Groep B
|                   |                                                 |       |                     |                                                                                        |
| 6 juni 1993 14:30 | FC Den Bosch                                    | 4 – 1 | De Graafschap       | Stadion: De Vliert, 's-Hertogenbosch Toeschouwers: 1.400 Scheidsrechter: Roelof Luinge |
| 6 juni 1993 14:30 | Dirk Jan Derksen 14', 39', 51' René Nijhuis 57' |       | 28' John Trentelman | Stadion: De Vliert, 's-Hertogenbosch Toeschouwers: 1.400 Scheidsrechter: Roelof Luinge |
| 6 juni 1993 14:30 |                                                 |       |                     | Stadion: De Vliert, 's-Hertogenbosch Toeschouwers: 1.400 Scheidsrechter: Roelof Luinge |
| 6 juni 1993 14:30 |                                                 |       |                     | Stadion: De Vliert, 's-Hertogenbosch Toeschouwers: 1.400 Scheidsrechter: Roelof Luinge |
|                   |                                                 |       |                     |                                                                                        |

## Speelronde 4

### Groep A
|                    |                      |       |                                   |                                                                                     |
| 10 juni 1993 19:30 | NEC                  | 1 – 2 | sc Heerenveen                     | Stadion: De Goffert, Nijmegen Toeschouwers: 5.500 Scheidsrechter: John Blankenstein |
| 10 juni 1993 19:30 | Hennie de Romijn 80' |       | 10' Gerrie Schaap 15' Erik Regtop | Stadion: De Goffert, Nijmegen Toeschouwers: 5.500 Scheidsrechter: John Blankenstein |
| 10 juni 1993 19:30 |                      |       |                                   | Stadion: De Goffert, Nijmegen Toeschouwers: 5.500 Scheidsrechter: John Blankenstein |
| 10 juni 1993 19:30 |                      |       |                                   | Stadion: De Goffert, Nijmegen Toeschouwers: 5.500 Scheidsrechter: John Blankenstein |
|                    |                      |       |                                   |                                                                                     |

### Groep B
|                    |                                          |       |                         |                                                                                     |
| 10 juni 1993 19:30 | NAC                                      | 2 – 1 | De Graafschap           | Stadion: NAC-stadion, Breda Toeschouwers: 11.750 Scheidsrechter: Mario van der Ende |
| 10 juni 1993 19:30 | François Gesthuizen 70' John Lammers 81' |       | 51' Louis van Schijndel | Stadion: NAC-stadion, Breda Toeschouwers: 11.750 Scheidsrechter: Mario van der Ende |
| 10 juni 1993 19:30 |                                          |       |                         | Stadion: NAC-stadion, Breda Toeschouwers: 11.750 Scheidsrechter: Mario van der Ende |
| 10 juni 1993 19:30 |                                          |       |                         | Stadion: NAC-stadion, Breda Toeschouwers: 11.750 Scheidsrechter: Mario van der Ende |
|                    |                                          |       |                         |                                                                                     |

## Speelronde 5

### Groep A
|                    |                                                                                  |       |     |                                                                            |
| 13 juni 1993 20:00 | Fortuna Sittard                                                                  | 5 – 0 | NEC | Stadion: De Baandert, Sittard Toeschouwers: 2.750 Scheidsrechter: Dick Jol |
| 13 juni 1993 20:00 | Etienne Barmentloo 13' Kenneth Nysæther 31', 80' Anton Janssen 81' Fuat Usta 86' |       |     | Stadion: De Baandert, Sittard Toeschouwers: 2.750 Scheidsrechter: Dick Jol |
| 13 juni 1993 20:00 |                                                                                  |       |     | Stadion: De Baandert, Sittard Toeschouwers: 2.750 Scheidsrechter: Dick Jol |
| 13 juni 1993 20:00 |                                                                                  |       |     | Stadion: De Baandert, Sittard Toeschouwers: 2.750 Scheidsrechter: Dick Jol |
|                    |                                                                                  |       |     |                                                                            |

### Groep B
|                    |              |                                                       |     |                                                                                         |
| 13 juni 1993 14:30 | FC Den Bosch | 0 – 3                                                 | NAC | Stadion: De Vliert, 's-Hertogenbosch Toeschouwers: 9.800 Scheidsrechter: Jaap Uilenberg |
| 13 juni 1993 14:30 |              | 20', 52' Pierre van Hooijdonk 30' François Gesthuizen |     | Stadion: De Vliert, 's-Hertogenbosch Toeschouwers: 9.800 Scheidsrechter: Jaap Uilenberg |
| 13 juni 1993 14:30 |              |                                                       |     | Stadion: De Vliert, 's-Hertogenbosch Toeschouwers: 9.800 Scheidsrechter: Jaap Uilenberg |
| 13 juni 1993 14:30 |              |                                                       |     | Stadion: De Vliert, 's-Hertogenbosch Toeschouwers: 9.800 Scheidsrechter: Jaap Uilenberg |
|                    |              |                                                       |     |                                                                                         |

## Speelronde 6

### Groep A
|                    |                                 |       |                 |                                                                                              |
| 16 juni 1993 19:30 | sc Heerenveen                   | 2 – 0 | Fortuna Sittard | Stadion: Abe Lenstra Stadion, Heerenveen Toeschouwers: 13.000 Scheidsrechter: Jaap Uilenberg |
| 16 juni 1993 19:30 | Erik Regtop 54' Erik Tammer 82' |       |                 | Stadion: Abe Lenstra Stadion, Heerenveen Toeschouwers: 13.000 Scheidsrechter: Jaap Uilenberg |
| 16 juni 1993 19:30 |                                 |       |                 | Stadion: Abe Lenstra Stadion, Heerenveen Toeschouwers: 13.000 Scheidsrechter: Jaap Uilenberg |
| 16 juni 1993 19:30 |                                 |       |                 | Stadion: Abe Lenstra Stadion, Heerenveen Toeschouwers: 13.000 Scheidsrechter: Jaap Uilenberg |
|                    |                                 |       |                 |                                                                                              |

### Groep B
|                    |                        |       |              |                                                                                     |
| 16 juni 1993 19:30 | De Graafschap          | 1 – 0 | FC Den Bosch | Stadion: De Vijverberg, Doetinchem Toeschouwers: 1.500 Scheidsrechter: René Temmink |
| 16 juni 1993 19:30 | René van den Brink 25' |       |              | Stadion: De Vijverberg, Doetinchem Toeschouwers: 1.500 Scheidsrechter: René Temmink |
| 16 juni 1993 19:30 |                        |       |              | Stadion: De Vijverberg, Doetinchem Toeschouwers: 1.500 Scheidsrechter: René Temmink |
| 16 juni 1993 19:30 |                        |       |              | Stadion: De Vijverberg, Doetinchem Toeschouwers: 1.500 Scheidsrechter: René Temmink |
|                    |                        |       |              |                                                                                     |

ADO Den Haag ·
AZ ·
Eindhoven ·
Emmen ·
Excelsior ·
De Graafschap ·
Haarlem ·
sc Heerenveen ·
Helmond Sport ·
Heracles '74 ·
NAC ·
N.E.C. ·
RBC ·
Telstar ·
TOP ·
BV Veendam ·
VVV ·
FC Zwolle
Eredivisie

1960 · 1975 · 1987 · 1988
Eerste divisie

1973 · 1974 · 1975 · 1976 · 1977 · 1978 · 1979 · 1980 · 1981 · 1982 · 1983 · 1984 · 1985 · 1986 · 1987 · 1988 · 1989 · 1990 · 1991 · 1992 · 1993 · 1994 · 1995 · 1996 · 1997 · 1998 · 1999 · 2000 · 2001 · 2002 · 2003 · 2004 · 2005

Vanaf 2006 staan alle competities op 1 pagina.

2006 · 2007 · 2008 · 2009 · 2010 · 2011 · 2012 · 2013 · 2014 · 2015 · 2016 · 2017 · 2018 · 2019 · 2020 · 2021 · 2022 · 2023 · 2024